# Anica Šinkovec
Anica (Ančka) Šinkovec, slovenska ljubiteljska gledališka igralka, arhivarka, * 17. oktober, 1925, Trzin pri Domžalah, † 17. junij 2004, Ljubljana

## Življenje in delo
Rojena je bila 17. oktobra 1925 v Trzinu pri Domžalah.
Z gledališko dejavnostjo se je začela ukvarjati že v osnovni šoli, kjer je nastopala in recitirala na proslavah in prireditvah. Resneje pa se je začela ukvarjati z gledališčem po vojni v Obrtniškem gledališču, kjer je sodelovala dve sezoni (med letoma 1946 in 1948). Igrala je predvsem manjše vloge. Bila je Mara v Viharju, hčerka v komediji V Ljubljano jo dajmo avtorja Josipa Ogrinca ter žena v Nušićevem Navadnem človeku.
Zaposlena je bila kot tajnica Mestnega gledališče ljubljanskega od ustanovitve (1951) do upokojitve leta 1979.  Tajnica je bila tudi v Združenju slovenskih dramskih umetnikov.
V Šentjakobskem gledališču Ljubljana je opravila avdicijo leta 1948 in prvič stopila na oder tega gledališča 4. 12. 1948 kot dekle v Linhartovi veseloigri Matiček se ženi. Njena zadnja vloga je bila vloga Grete v Kurbah režiserke Fede Šehović, ki je bila na sporedu v šestih sezonah zapored. Predstavo si je skupno ogledalo 14058 gledalk in gledalcev.Z igranjem je prenehala v sezoni 1999/2000.
Za svoje delo v gledališču je prejela več nagrad, med drugim tudi nagrado Sklada Staneta Severja, Linhartovo listino in Linhartove značke. 
Bila je tudi koreografinja ljudskih plesov, vodja predstave, šepetalka, kasneje, ko se je upokojila, pa je skrbela za bogat arhiv gledališča in za statistiko nastopov igralcev.
Umrla je 17. junija 2004, pokopana je v Ljubljani. Ob njeni smrti je Ira Ratej, dramaturginja Mestnega gledališča ljubljanskega, zapisala In memoriam, ki je bil objavljen v Gledališkem listu Mestnega gledališča ljubljanskega. Opisala jo je kot žensko iz ozadja, ki je svoje delo opravljala s srcem, skrbela je za dobrobit gledališke hiše in ustvarjalcev. Odlikovali so jo zanos in vztrajnost, požrtvovalnost in borbenost (Gledališki list Mestnega gledališča ljubljanskega. ISSN 1580-9609. - Letn. 55, št. 3 (2004/05), str. 118-119).

## Delo v Šentjakobskem gledališču Ljubljana
Odigrala je 110 vlog v 2291 nastopih. V arhivu Šentjakobskega gledališča Ljubljana (2021) navajajo, da je 500. nastop imela leta 19991 (Martin Kačur), deset let kasneje je odigrala svoj 1000. nastop, leta 1981 pa 1500. nastop (Ujež). 2000. nastop je bil leta 1992. 

### Seznam vlog v Šentjakobskem gledališču (izbor)
| Sezona           | Naslov predstave                           | Vloga                |
| Sezona 1968/1969 | Sosedov sin                                | Smrekarica           |
| Sezona 1968/1969 | Pepelka                                    | Dvorna dama          |
| Sezona 1968/1969 | Vdova Rošlinka                             | Tončka               |
| Sezona 1970/1971 | Martin Kačur                               | Natakarica           |
| Sezona 1970/1971 | Ples v Trnovem                             | Žena                 |
| Sezona 1970/1971 | Miklova Zala                               | Dekle pl.            |
| Sezona 1970/1971 | Lumpacij vagabundus ali Zanikrna trojica   | Krčmarica            |
| Sezona 1970/1971 | Najlepša roža                              | Cesarična            |
| Sezona 1970/1971 | Tihotapec                                  | Neža                 |
| Sezona 1970/1971 | Mati                                       | recital              |
| Sezona 1970/1971 | Razbiti vrč                                | Brigita              |
| Sezona 1972/1973 | Matura                                     | Kajaznica            |
| Sezona 1972/1973 | Tripče de Utolče                           | Džove                |
| Sezona 1972/1973 | Dom Bernarde Albe                          | Prudenza             |
| Sezona 1973/1974 | Kastelka                                   | Polona               |
| Sezona 1974/1975 | Pernjakovi                                 | Beračica             |
| Sezona 1974/1975 | Osem žensk                                 | Avgustine            |
| Sezona 1974/1975 | Naši trije angeli                          | Gospa Parole         |
| Sezona 1975/1976 | Ščuke pa ni                                | Kalandrovca          |
| Sezona 1976/1977 | Dobro jutro                                | Starka               |
| Sezona 1976/1977 | Gospa ministrica                           | Teta Savka           |
| Sezona 1978/1979 | Pena                                       | Višovnik             |
| Sezona 1978/1979 | Brezjansko polje                           | Jera                 |
| Sezona 1978/1979 | Svet brez sovraštva                        | Mojskrica            |
| Sezona 1979/1980 | Ujež                                       | Živanović            |
| Sezona 1980/1981 | Nagačeni ptič                              | Žena stranka         |
| Sezona 1980/1981 | Zlati oktober                              | Betka                |
| Sezona 1981/1982 | Pepelka                                    | Valpurga             |
| Sezona 1983      | Mandragola                                 | Sostrata             |
| Sezona 1985      | Jurček                                     | Nevihta              |
| Sezona 1984/1985 | Naj poje čuk                               | Žena                 |
| Sezona 1984/1985 | Snubačka                                   | Gartruda             |
| Sezona 1985/1986 | Po Magritu                                 | Mati                 |
| Sezona 1986/1987 | Tepeni inšpektor                           | Zdravnica            |
| Sezona 1986/1987 | Vpliv gama žarkov na rast rumenih marjetic | Babica               |
| Sezona 1987/1988 | To je za znoret                            | Ga. Firbec           |
| Sezona 1987/1988 | Veter v vejah sasafrasa                    | Caroline Rochfeler   |
| Sezona 1987/1988 | Vsi, ki smo ga imeli radi                  | Vida                 |
| Sezona 1988/1989 | Sneguljčica                                | Ogledalo             |
| Sezona 1989/1990 | Spodnje perilo z napako                    | Sodnica              |
| Sezona 1989/1990 | Pepelka                                    | Dobra žena           |
| Sezona 1990/1991 | Komedija o loncu                           | Evnomija             |
| Sezona 1991/1992 | Trije mušketirje                           | D'Artagnanova mati   |
| Sezona 1991/1992 | Srce igračk                                | Kraljica             |
| Sezona 1992/1993 | Ukradeni princ                             | Sing Lu              |
| Sezona 1993/1994 | Deseti brat                                | Dr. Vencljeva, Micka |
| Sezona 1995/1996 | Kurbe                                      | Greta                |
| Sezona 1995/1996 | Ameriški blues                             | Teta Rose            |
| Sezona 1996/1997 | Pod svobodnim soncem                       | Sestra               |

## Sodelovanje pri filmih in radijski igri
Film
- 1987: Suha veja (igralka)
- 1986: Zima (igralka)
- 1962: Amfitrion 38 (šepetalka)

Radijska igra
Ivan Mrak: Van Goghov vidov ples

## Nagrade
Za svoje delo na kulturnem področju je bila večkrat nagrajena, in sicer:
- 1997: 50 let dela v Šentjakobskem gledališču[2]
- 1997: nagrada Sklada Staneta Severja
- 1995: Linhartova listina[4]
- 1994: Zlati prstan Šentjakobskega gledališča
- 1994: 45 let dela v Šentjakobskem gledališču
- 1985: Linhartova značka za 30 let
- 1981: Harlekin ob 60-letnici gledališča
- 1973: Maska Šentjakobskega gledališča za 25 let dela
- 1967: Linhartova značka